# Stig Ekman
Carl Henrik Stig Ekman, född 12 september 1930 i Gävle Heliga Trefaldighets församling i Gävleborgs län, död 26 juli 2019 i Uppsala domkyrkodistrikt, var en svensk historiker.
Stig Ekman var son till kontraktsprosten Henrik Ekman och Ingegerd Lundström samt bror till Bo Ekman. Han var lärare vid historiska institutionen på Stockholms universitet. Han blev filosofie doktor då han 1966 disputerade vid Uppsala universitet på en avhandling om Representationsreformen i Sverige hundra år tidigare och utsågs också till docent. År 2000 tilldelades han professors namn. Han författade böcker och artiklar.
Åren 1954–1966 var han gift med författaren Kerstin Ekman (född 1933), med vilken han fick en son, och från 1969 till sin död var han gift med lektor Carin Nordlander (född 1936).